# Manuel Conde Aja
Manuel Conde Aja (Port de Sagunt, 1905) va ser un futbolista valencià. Se'l coneixia com a Conde I per a diferenciar-lo del seu germà menor, Tonín Conde.
Va començar a jugar a futbol a l'Sporting de Canet, on va inscriure's als cinc anys. Progressà per totes les categories fins a convertir-se en un davanter robust que fitxà pel València l'any 1929, juntament amb el seu germà. Una hèrnia i el seu estil de joc van fer que no tinguera continuïtat a Mestalla, marxant al Gimnàstic el 1931.